# 림중선
림중선(1943년 7월 16일 ~ )은 북한의 전 축구 선수로 포지션은 수비수였다.

## 생애
북한 축구 대표팀의 일원으로 1966년 FIFA 월드컵에 출전하여 아시아 국가 최초의 월드컵 8강 진출에 일조했다.
그 후 2002년 대니얼 고든 감독이 제작한 다큐멘터리 영화 <천리마 축구단>에도 출연했는데 본인의 증언에 따르면 아버지가 본래 축구선수였기에 어려서부터 축구인 가정에서 태어나 축구에 대해 관심을 많이 가졌으며 학창시절부터 축구를 배웠다고 한다.